# Bilanga
Bilanga es una localidad rural de Burkina Faso, chef-lieu del departamento homónimo en la provincia de Gnagna de la región Este.
En 2006 tenía una población de 3893 habitantes.
El pueblo se ha desarrollado como pequeño centro de servicios en un departamento en el que no hay ninguna ciudad. El pueblo alberga, además de servicios administrativos, un centro de sanidad y promoción social.
Se ubica a medio camino entre la capital regional Fada N'Gourma y la capital provincial Bogandé, sobre la carretera nacional 18. Al suroeste del pueblo sale una carretera secundaria que lleva a Pouytenga.